# Pierre Even (ciclista)
Pierre Even (Pont-l'Évêque, 22 de enero de 1929-Caen, 18 de mayo de 2001) fue un deportista francés que compitió en ciclismo en la modalidad de pista. Ganó una medalla de plata en el Campeonato Mundial de Ciclismo en Pista de 1950, en la prueba de velocidad individual.

## Medallero internacional
| Campeonato Mundial | Campeonato Mundial | Campeonato Mundial | Campeonato Mundial       |
| Año                | Lugar              | Medalla            | Competición              |
| ------------------ | ------------------ | ------------------ | ------------------------ |
| 1950               | Rocourt (Bélgica)  | Medalla de plata   | Velocidad individual (A) |